# کوه‌های آلگنی
کوه‌های آلگنی (انگلیسی: Allegheny Mountains) رشته کوه‌های (ælɪˈɡeɪni) /، که به‌طور غیررسمی با نویسه‌های «Alleghenies» و همچنین «Alleghany» و «Allegany» نیز نوشته می‌شود، بخشی از رشته کوه‌های وسیع آپالاچی در شرق ایالات متحده و کانادا است و در دوره‌هایی که پیشرفت چندانی از نظر فنی وجود نداشت مانع درخور توجهی برای سفرهای زمینی بوده‌است. محدوده این دیواره دارای یک جهت‌گیری (انحنی) در شمال شرقی - جنوب غربی است و از شمال پنسیلوانیا، از طریق مریلند غربی و شرق ویرجینیای غربی، تا جنوب غربی ویرجینیا حدود ۴۰۰ مایل (۶۴۰ کیلومتر) کشیده شده‌است.
قسمت‌های ناهموار غربی - بخش مرکزی آپالاچیان را تشکیل می‌دهد. آن‌ها در شمال شرقی ویرجینیای غربی تقریباً به بلندی ۴۸۶۲ فوت (۱٬۴۸۲ متر) می‌رسند. در شرق، یک انبوه بلند و شیب دار معروف به «جبهه آلگنی» تحت سلطه آنها است. در غرب، آنها به سمت فلات آلگنی که به اوهایو و کنتاکی گسترش می‌یابد، پایین می‌آیند.